# Lopidea picta
Lopidea picta är en insektsart som beskrevs av Knight 1918. Lopidea picta ingår i släktet Lopidea och familjen ängsskinnbaggar. Inga underarter finns listade i Catalogue of Life.